# Juan Manuel Molina
Juan Manuel Molina, född 15 mars 1979, är en spansk friidrottare (gångare).
Molina första mästerskapsmerit var brons på EM 2002 på 20 km gång. Vid OS 2004 slutade Molina femma. Molina tog även brons vid VM 2005 i Helsingfors.